# Улицький Семен Семенович
Семен Семенович Улицький (нар. 31 березня 1961, Дніпропетровськ, УРСР) — радянський та український футболіст, захисник.

## Кар'єра гравця
Вихованець дніпропетровської СДЮШОР «Дніпро-75». Декілька разів в юному віці включався до складу «Дніпра», але виступав лише за дубль. Також на старті кар'єри грав у другій лізі за «Колос» (Нікополь) і «Кривбас». Під час служби в армії виступав за київський СКА в першій лізі і за дубль московських армійців.
З 1983 року протягом шести сезонів грав за «Зірку» (Кіровоград), провів 139 матчів у другій лізі. За останні три сезони першості СРСР змінив сім команд, в тому числі пограв в Башкирії та Вірменії.
Після розпаду СРСР перейшов у річицький «Ведрич», в його складі за два сезони зіграв 16 матчів у вищій лізі Білорусі. В останні роки кар'єри зіграв 6 матчів у другій лізі України за «Сіріус» (Жовті Води), а також грав за аматорські команди.

## Особисте життя
Син Олег (нар. 1993) теж став футболістом, грав за «Гірник-Спорт» у другій лізі та за аматорські клуби.